# À travers la Flandre-Occidentale-Johan Museeuw Classique
Ne doit pas être confondu avec À travers les Flandres.
À travers la Flandre-Occidentale-Johan Museeuw Classique est une course cycliste belge organisée en 2017 et 2018. Elle est disputée dans la province de Flandre-Occidentale.
La première édition de l'épreuve a lieu en 2017, mais la course est la suite directe du Circuit des Ardennes flamandes qui était disputée lors de la dernière étape des Trois Jours de Flandre-Occidentale. En 2017 et 2018, l'épreuve est une des manches de la Coupe de Belgique sur route. L'épreuve n'est plus organisée depuis l'édition 2018.
Une course pour les coureurs juniors (moins de 19 ans), la Johan Museeuw Classic-GP Stad Gistel est également organisée.

## Palmarès
| Année | Vainqueur     | Deuxième         | Troisième         |
| ----- | ------------- | ---------------- | ----------------- |
| 2017  | Jos van Emden | Silvan Dillier   | Lasse Norman Leth |
| 2018  | Rémi Cavagna  | Florian Sénéchal | Frederik Frison   |